# Baron Rochester
Baron Rochester, of Rochester in the County of Kent, ist ein erblicher britischer Adelstitel in der Peerage of the United Kingdom.

## Verleihung
Der Titel wurde am 23. Januar 1931 dem Politiker Sir Ernest Henry Lamb verliehen. Er diente 1931 bis 1935 als Paymaster General. 1955 beerbte ihn sein ältester Sohn als 2. Baron.

## Liste der Barone Rochester (1931)
- Ernest Lamb, 1. Baron Rochester (1876–1955)
- Foster Lamb, 2. Baron Rochester (* 1916)

Voraussichtlicher Titelerbe (Heir apparent) ist der ältere Sohn des aktuellen Titelinhabers, Hon. David Charles Lamb (* 1944).